# Зірка (Волноваський район)
Зі́рка (до 17 лютого 2016 року — Черво́на Зі́рка) — село Комарської сільської громади Волноваського району Донецької області, Україна.

## Загальні відомості
Село розташоване на правому березі р. Мокрі Яли. Відстань до Великої Новосілки становить близько 29 км і проходить автошляхом місцевого значення.

## Населення
За даними перепису 2001 року населення села становило 154 особи, з них 1,95 % зазначили рідною мову українську та 98,05 % — російську.
Донецькою ОВА 27 березня 2025 року оголошено обов'язкову евакуацію села через безпекову ситуацію.